# La Créature invisible
Pour plus de détails, voir Fiche technique et Distribution.
La Créature invisible (The Sorcerers) est un film britannique de science-fiction réalisé par Michael Reeves en 1967.

## Synopsis
Après des années de travail, un vieux professeur d'hypnose, qu'on se plaît un peu à dauber, dans sa ville, vient de mettre au point une machine dont il paraît très fier. Dans son petit appartement, il savoure ce succès avec sa femme qui l'a toujours soutenu. Reste à trouver un cobaye... Justement, pendant ce temps, quelques jeunes gens s'ennuient...

## Fiche technique
- Titre original : The Sorcerers
- Titre francophone : La Créature invisible
- Réalisateur : Michael Reeves
- Scénaristes : Michael Reeves, Tom Baker
- Photographie : Stanley A. Long
- Musique : Paul Ferris
- Genre : Science-fiction, fantastique
- Compagnie de production : Tigon British Film Productions
- Durée : 86 minutes.
- Pays de production :  Royaume-Uni
- Date de sortie :
  - France : 12 avril 1967

## Distribution
- Boris Karloff : le professeur Marcus Montserrat
- Catherine Lacey : Estelle Montserrat
- Ian Ogilvy : Mike Roscoe
- Élisabeth Ercy : Nicole, la petite amie de Mike
- Victor Heny : Alan, l'ami de Mike et de Nicole
- Sally Sheridan : Laura, la chanteuse du club
- Susan George : Audrey, l'ex petite amie de Mike